# 穂高駅
穂高駅（ほたかえき）は、長野県安曇野市穂高にある、東日本旅客鉄道（JR東日本）大糸線の駅である。駅番号は「32」。長野支社管轄の駅。
安曇野観光の拠点駅で、特急列車の停車駅である。安曇野市内の駅で最も乗車人員が多い。

## 歴史
- 1915年（大正4年）
  - 7月15日：信濃鉄道の柏矢町駅 - 当駅間が開通し、開業[2]。旅客・貨物の取扱を開始（一般駅）[5]。
  - 8月8日：信濃鉄道の当駅 - 有明駅間が開通し、開業[2][6]。
- 1916年（大正5年）9月18日：南松本駅を松本駅に統合して共同使用駅化し、同駅経由での旅客連絡運輸を開始[6]。
- 1926年（大正15年）1月8日：信濃鉄道が全線電化し、旅客列車を電車化[6]。
- 1937年（昭和12年）6月1日：信濃鉄道の国有化[7]。
- 1940年（昭和15年）9月：現駅舎が完成[1]。
- 1960年（昭和35年）9月：松本駅 - 信濃大町駅間の貨物列車を電化[8]。
- 1980年（昭和55年）1月31日：貨物の取り扱いを廃止[5]。
- 1983年（昭和58年）3月25日：業務委託駅となる[9]。
- 1984年（昭和59年）2月1日：荷物の扱いを廃止[5]。
- 1987年（昭和62年）4月1日：国鉄分割民営化に伴い、東日本旅客鉄道（JR東日本）の駅となる[10]。
- 1988年（昭和63年）1月：アートギャラリー穂高が開設[1][新聞 2]。
- 2008年（平成20年）：指定席券売機設置[要出典]。
- 2010年（平成22年）3月：駅舎外観を白木に改装[1]。
- 2017年（平成29年）
  - 4月19日：みどりの窓口の営業を終了[新聞 1]。
  - 6月：直営駅から業務委託駅へ移行[新聞 1]。
- 2025年（令和7年）3月15日：松本方面から当駅までICカード「Suica」の利用が可能となる[報道 2][報道 3]。東京近郊区間に編入される[報道 2]。

## 駅構造
島式ホーム1面2線を持つ地上駅である。1番線と2番線ともに出発ベルの取り扱いがある。改札内に、1番線をホーム北端へ渡る構内踏切が設置されている。また、さらに駅舎側にはアスファルト詰めの引き込み線があり、まれに保線作業用車両が停車していることがある。
大きくカーブしたホームで、車掌用モニターと注意を促す自動アナウンスが設置されている。また、特急「あずさ」停車対応のため、構内踏切への斜路を一部嵩上げしホームを延長しているが、1番線は8両編成までの対応に留まり、大糸線内9両編成となる「あずさ」（E257系）は上り、下りを問わず2番線に入線する（2010年3月13日のダイヤ改正まで運転されていた「スーパーあずさ」（E351系）は大糸線内は8両編成のため、1番線を使用可能だった）。それ以外の普通列車は原則として上りが1番線、下りが2番線を使用するが、例外的に当駅始発となる上り普通列車1本が1番線発着している（2024年〈令和6年〉3月15日までは2番線発着だった）。
豊科駅管理の業務委託駅で、ステーションビルMIDORIが駅業務を受託している。駅舎内には自動券売機、指定席券売機、簡易Suica改札機が設置されているが、キヨスクなどの売店はない。なお、窓口はみどりの窓口廃止後に板打ちにされている。また、駅舎は、駅名の由来ともされる穂高神社を模した社殿型の構造を取っており、同じ建物に安曇野市観光案内所が隣接し、ここにはかつてアートギャラリー穂高が入居していた。

### のりば
| 番線 | 路線    | 方向 | 行先         | 備考                      |
| ---- | ------- | ---- | ------------ | ------------------------- |
| 1    | ■大糸線 | 上り | 松本方面     | 一部列車は2番線           |
| 2    | ■大糸線 | 下り | 信濃大町方面 | 当駅終着列車1番線使用あり |

- 特急「あずさ」は2番線に発着する。

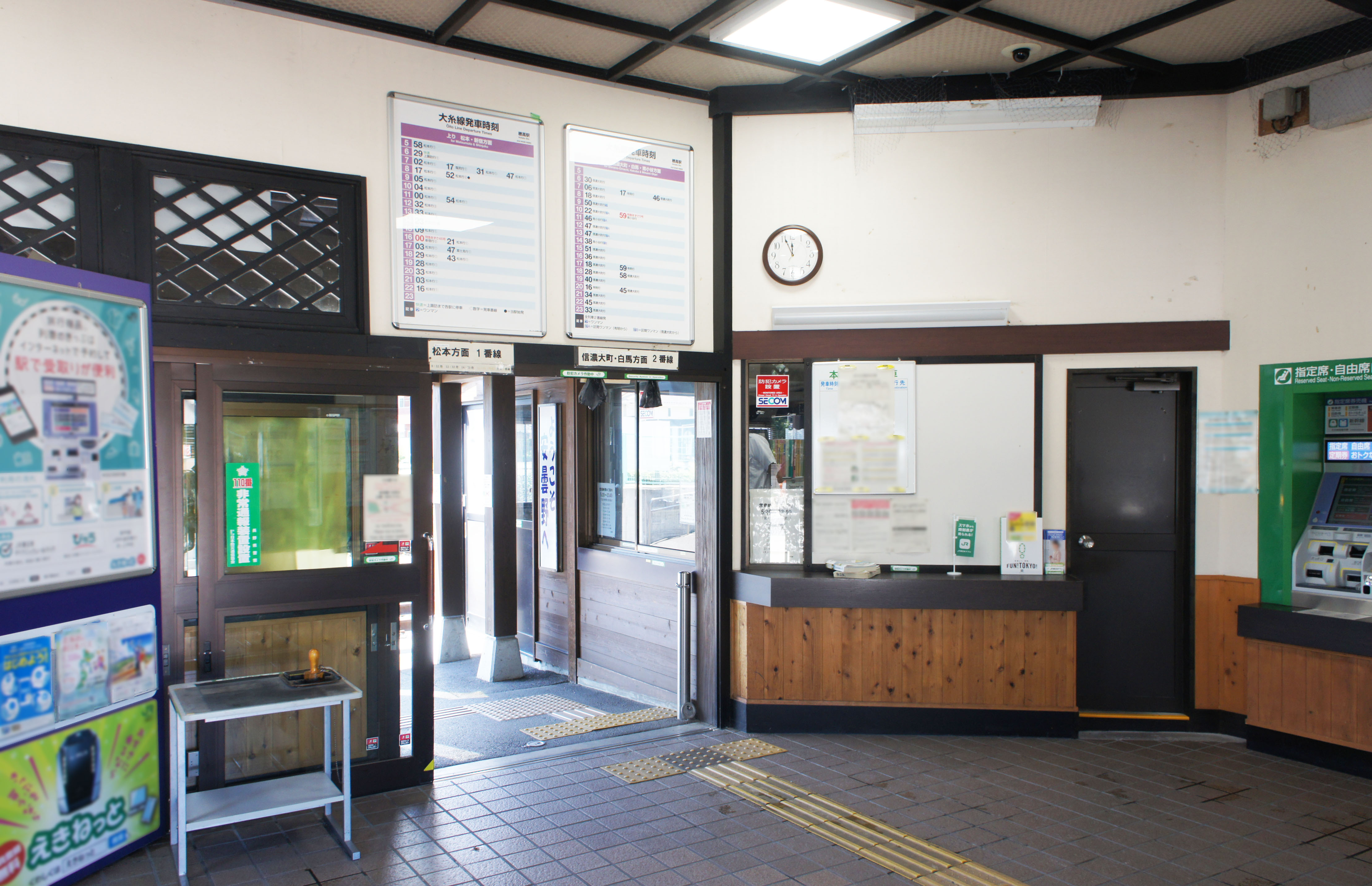
改札口（2021年8月）
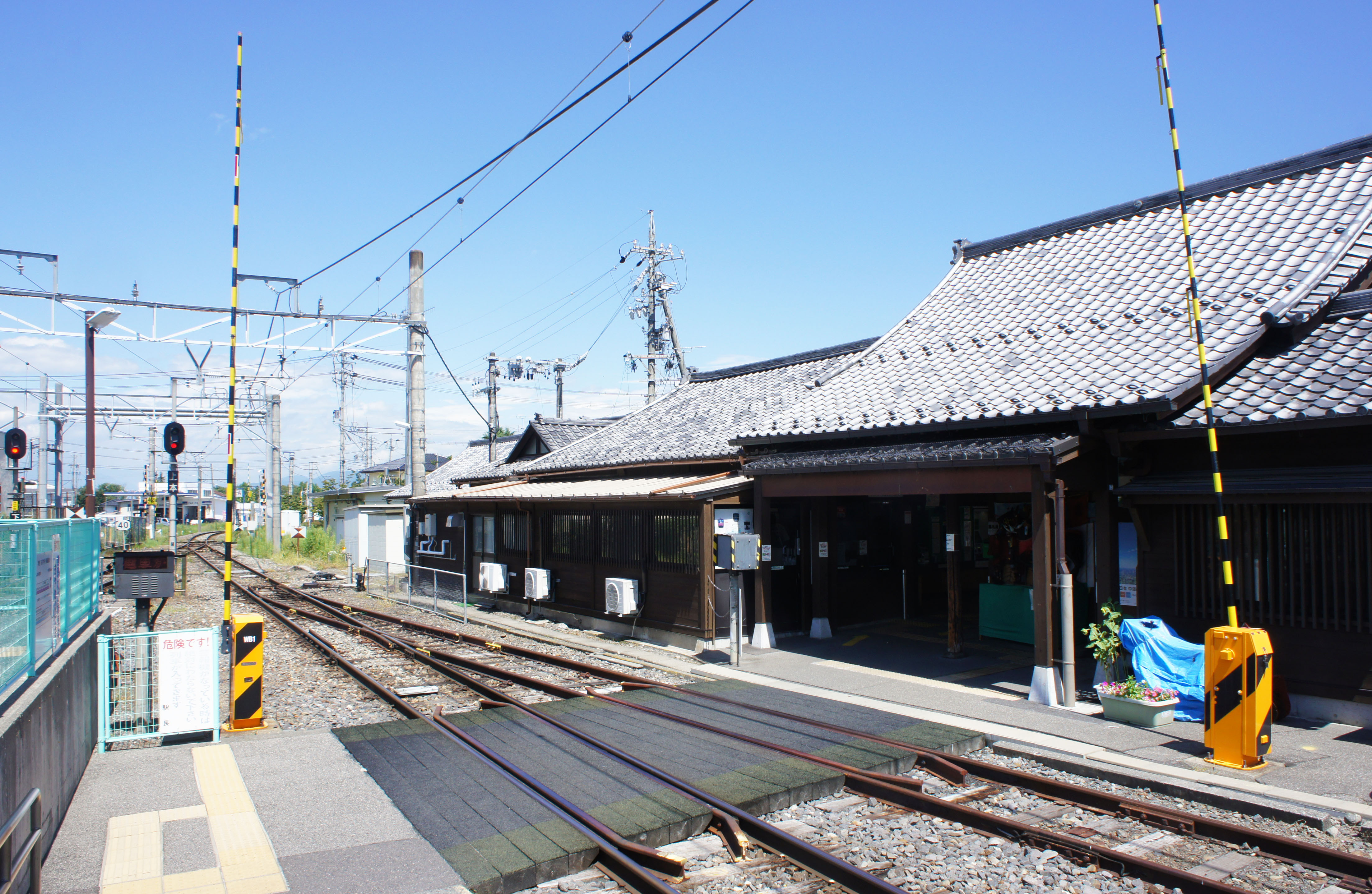
構内踏切（2021年8月）
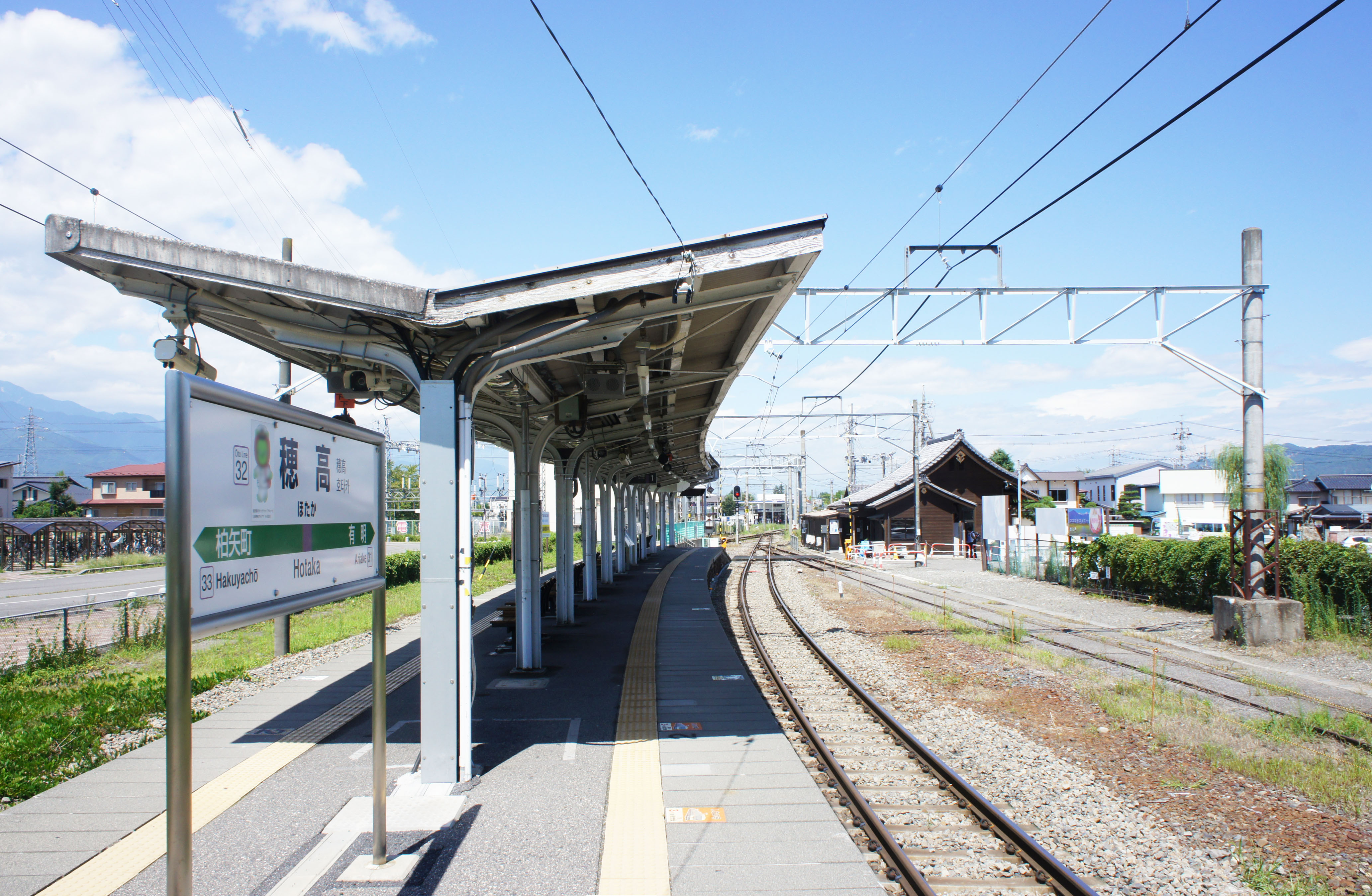
ホーム（2021年8月）

## 利用状況
JR東日本によると、2023年度（令和5年度）の1日平均乗車人員は1,085人である。
2000年度（平成12年度）以降の推移は以下のとおりである。
| 1日平均乗車人員推移 | 1日平均乗車人員推移 | 1日平均乗車人員推移 | 1日平均乗車人員推移 | 1日平均乗車人員推移 |
| 年度                | 定期外              | 定期                | 合計                | 出典                |
| ------------------- | ------------------- | ------------------- | ------------------- | ------------------- |
| 2000年（平成12年）  |                     |                     | 1,392               | [ 利用客数 2 ]      |
| 2001年（平成13年）  |                     |                     | 1,348               | [ 利用客数 3 ]      |
| 2002年（平成14年）  |                     |                     | 1,365               | [ 利用客数 4 ]      |
| 2003年（平成15年）  |                     |                     | 1,344               | [ 利用客数 5 ]      |
| 2004年（平成16年）  |                     |                     | 1,350               | [ 利用客数 6 ]      |
| 2005年（平成17年）  |                     |                     | 1,318               | [ 利用客数 7 ]      |
| 2006年（平成18年）  |                     |                     | 1,289               | [ 利用客数 8 ]      |
| 2007年（平成19年）  |                     |                     | 1,275               | [ 利用客数 9 ]      |
| 2008年（平成20年）  |                     |                     | 1,237               | [ 利用客数 10 ]     |
| 2009年（平成21年）  |                     |                     | 1,182               | [ 利用客数 11 ]     |
| 2010年（平成22年）  |                     |                     | 1,192               | [ 利用客数 12 ]     |
| 2011年（平成23年）  |                     |                     | 1,260               | [ 利用客数 13 ]     |
| 2012年（平成24年）  | 387                 | 836                 | 1,224               | [ 利用客数 14 ]     |
| 2013年（平成25年）  | 383                 | 812                 | 1,195               | [ 利用客数 15 ]     |
| 2014年（平成26年）  | 373                 | 750                 | 1,123               | [ 利用客数 16 ]     |
| 2015年（平成27年）  | 383                 | 769                 | 1,152               | [ 利用客数 17 ]     |
| 2016年（平成28年）  | 379                 | 760                 | 1,139               | [ 利用客数 18 ]     |
| 2017年（平成29年）  | 372                 | 745                 | 1,118               | [ 利用客数 19 ]     |
| 2018年（平成30年）  | 368                 | 766                 | 1,135               | [ 利用客数 20 ]     |
| 2019年（令和元年）  | 346                 | 762                 | 1,109               | [ 利用客数 21 ]     |
| 2020年（令和02年）  | 167                 | 741                 | 908                 | [ 利用客数 22 ]     |
| 2021年（令和03年）  | 196                 | 715                 | 912                 | [ 利用客数 23 ]     |
| 2022年（令和04年）  | 272                 | 724                 | 996                 | [ 利用客数 24 ]     |
| 2023年（令和05年）  | 322                 | 762                 | 1,085               | [ 利用客数 1 ]      |

一日平均乗車人員（単位：人/日）

## 駅周辺
観光地駅のため、東口ロータリー周辺にはレンタサイクルや現地周辺地図を載せた観光案内板（キヨスク跡地）、土産物屋などがある。このほか、コインロッカー（駅舎南側）、自動販売機コーナーなどが設置されている。駅西側には改札がないが、田畑が分譲住宅地に整備され、公園・ロータリーが設置された。
- 安曇野市観光情報センター
  - 安曇野市観光協会
- 碌山通り - 碌山美術館方面に続くレンガ道
- 駅西駐車場、駐輪場
- JR変電所
- 穂高駅西公園
- ものぐさ太郎 旧跡
- 候申原公園
- 宗徳寺
- 穂高交流学習センターみらい
  - 穂高中央図書館
- 安曇野市立 穂高南小学校
- 穂高駐車場（登山者向け兼用）
- 県道441号（あづみ野やまびこ自転車道）
- 上手村一松公園
- 穂高宿（保高宿）
- 国道147号
- 安曇野市役所 穂高支所（旧・穂高町役場）[1]
- 長野県穂高商業高等学校[1]
- 穂高神社[1]
- 矢原堰
- 欠ノ川
- 厳島社
- 井口喜源治記念館[1]
- 等々力家（等々力庭園）
- 碌山美術館[1] （駅で割引入場券販売）
- 碌山公園
- 穂高郵便局
- 安曇野市立 穂高東中学校
- 穂高総合体育館
- あづみ野コンサートホール
- 東光寺
- 穂高ショッピングパーク
  - ツルヤ 穂高店

ロータリー中央に植樹されている柳は、銀座の柳の子。1932年（昭和7年）に関東大震災復興記念として旧東京市へ出荷したことと、1987年（昭和62年）に中央区へ100本を寄贈したことへの返礼として、二世が"里帰り"したもの。また、地元出身の彫刻家小川大系によるブロンズ像『登頂』も据えられている。
以前は駅前に鉄道利用者用駐車場があったが、同駐車場は2021年（令和3年）9月30日をもって廃止となった。

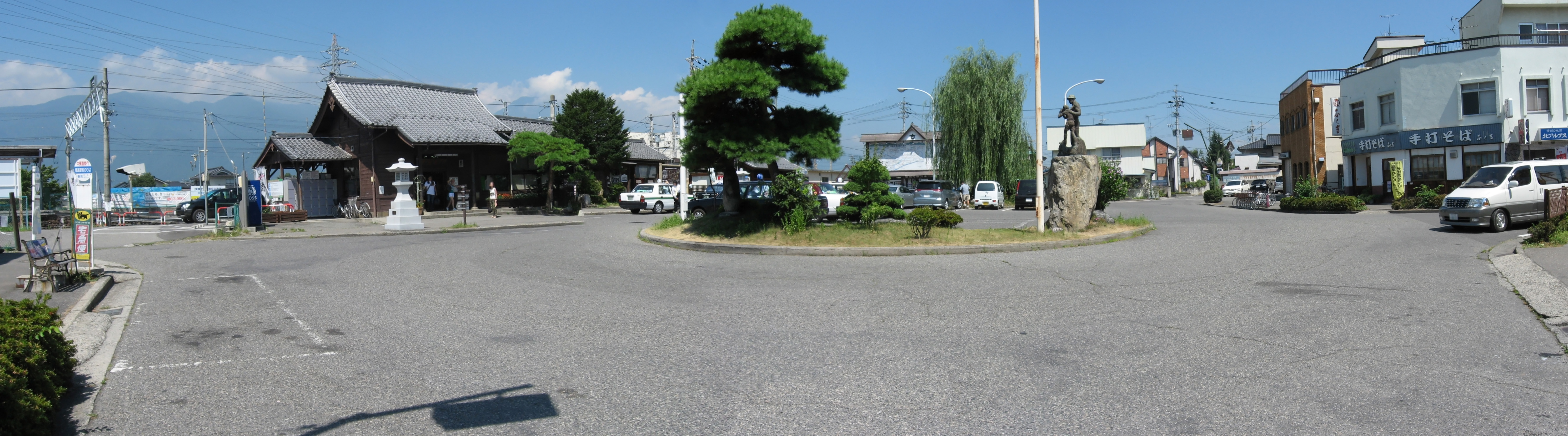
穂高駅前
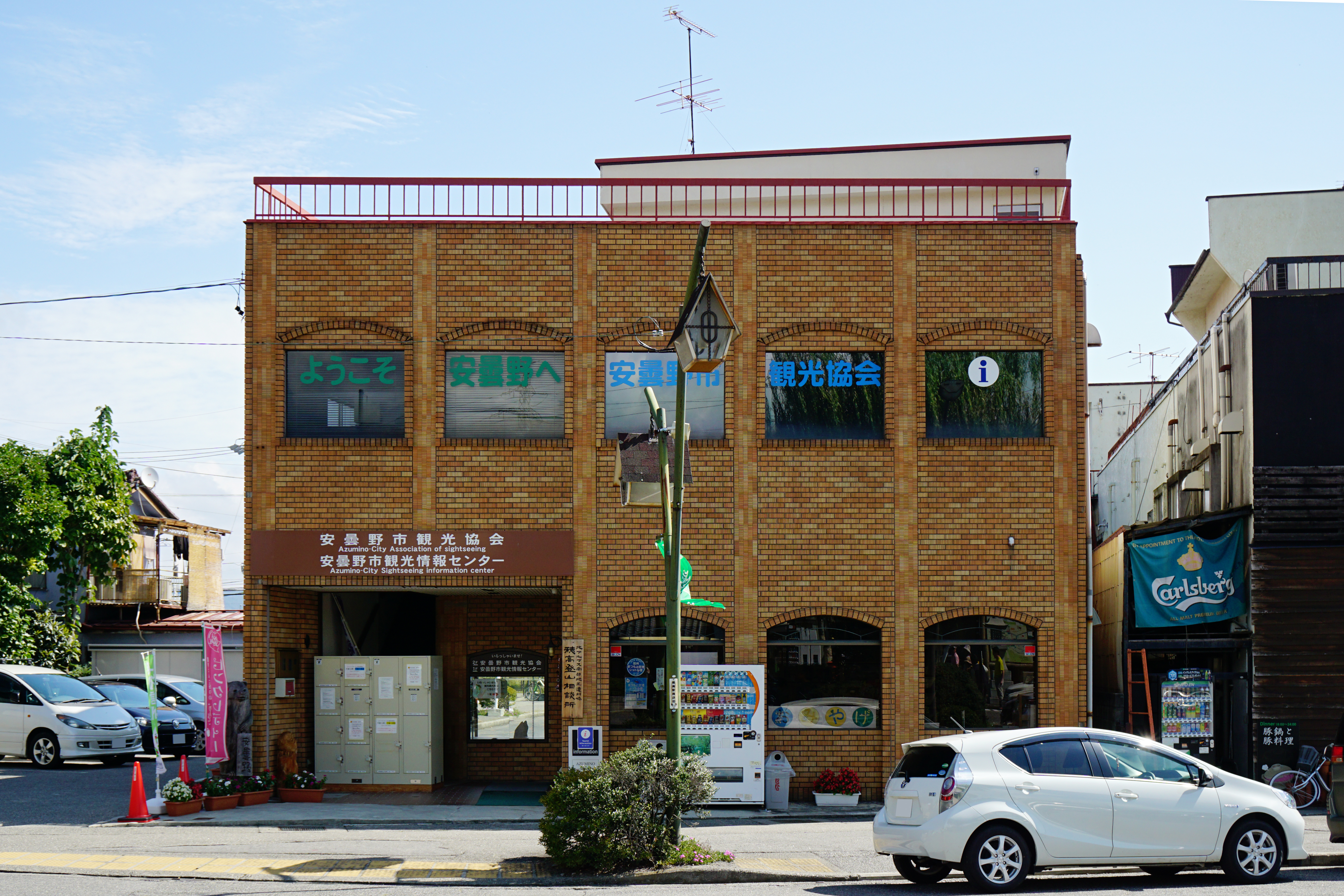
安曇野市観光情報センター

## バス路線
東側の駅前広場に「穂高駅前」停留所があり、そこから各方面へ発着している。また、近隣に高速バスも運行されており、駅前通り沿いにある「安曇野穂高」停留所に停車する。

### 広場北側
- 中房温泉行定期バス（季節運行）[12]
- 池田町営バス 安曇野線 - 池田町方面[13]

### 広場東側
- 安曇野市バス 定時定路線 穂高駅・明科駅路線（朝・夕方のみ。土曜、日曜、祝日運休）明科駅方面[14]
- 安曇野市 福祉バス 穂高地域福祉センター行き[15]
- あづみ野エンジョイバス（季節運行） - 大王わさび農場方面、安曇野ちひろ美術館方面、国営アルプスあづみの公園方面[16]
- 信州まつもと空港 安曇野便（予約制）[17]
- 上田行き乗合タクシー[18]（2018年3月廃止、6月再開）[19][20]
- 安曇野市 予約制路線バス 三股線 三股登山口行き[21]

### 高速バス 安曇野穂高（駅前通り）
- 中央高速バス安曇野・白馬線[22][23]
  - バスタ新宿（新宿駅南口）行き
- さわやか信州号大阪・京都 - 安曇野・白馬線
  - 大阪梅田（阪急三番街高速バスターミナル）行き
- JAMJAMライナー
  - YCAT・東京駅行き（季節運行）

## 隣の駅
東日本旅客鉄道（JR東日本）
■大糸線
- 特急「あずさ」・「はくば」停車駅

□快速（上り1本のみ運転）・■普通 
柏矢町駅 (33) - 穂高駅 (32) - 有明駅 (31)

### 記事本文

#### 報道発表資料
1. 1 2  『大糸線に「駅ナンバー」を導入します』（PDF）（プレスリリース）東日本旅客鉄道長野支社、2016年12月7日。オリジナルの2016年12月8日時点におけるアーカイブ。2016年12月8日閲覧。
2. 1 2  『2025年3月15日（土）長野県のSuica利用がますます便利になります』（PDF）（プレスリリース）東日本旅客鉄道長野支社、2024年12月13日。オリジナルの2024年12月13日時点におけるアーカイブ。2024年12月16日閲覧。
3. ↑  『長野県におけるSuicaご利用駅の拡大について』（PDF）（プレスリリース）東日本旅客鉄道長野支社、2023年6月20日。オリジナルの2023年6月20日時点におけるアーカイブ。2023年6月20日閲覧。

#### 新聞記事
1. 1 2 3 4  「安曇野の穂高駅「みどりの窓口」廃止 切符購入、きょうから券売機で」『信濃毎日新聞』信濃毎日新聞社、2017年4月20日、朝刊、23面。
2. ↑  「JR東日本 変ぼうするローカル駅」『交通新聞』交通新聞社、1992年9月4日、2面。

### 利用状況
1. 1 2  各駅の乗車人員（2023年度） - JR東日本
2. ↑  各駅の乗車人員（2000年度） - JR東日本
3. ↑  各駅の乗車人員（2001年度） - JR東日本
4. ↑  各駅の乗車人員（2002年度） - JR東日本
5. ↑  各駅の乗車人員（2003年度） - JR東日本
6. ↑  各駅の乗車人員（2004年度） - JR東日本
7. ↑  各駅の乗車人員（2005年度） - JR東日本
8. ↑  各駅の乗車人員（2006年度） - JR東日本
9. ↑  各駅の乗車人員（2007年度） - JR東日本
10. ↑  各駅の乗車人員（2008年度） - JR東日本
11. ↑  各駅の乗車人員（2009年度） - JR東日本
12. ↑  各駅の乗車人員（2010年度） - JR東日本
13. ↑  各駅の乗車人員（2011年度） - JR東日本
14. ↑  各駅の乗車人員（2012年度） - JR東日本
15. ↑  各駅の乗車人員（2013年度） - JR東日本
16. ↑  各駅の乗車人員（2014年度） - JR東日本
17. ↑  各駅の乗車人員（2015年度） - JR東日本
18. ↑  各駅の乗車人員（2016年度） - JR東日本
19. ↑  各駅の乗車人員（2017年度） - JR東日本
20. ↑  各駅の乗車人員（2018年度） - JR東日本
21. ↑  各駅の乗車人員（2019年度） - JR東日本
22. ↑  各駅の乗車人員（2020年度） - JR東日本
23. ↑  各駅の乗車人員（2021年度） - JR東日本
24. ↑  各駅の乗車人員（2022年度） - JR東日本